# ドラゴン・パーティ
『ドラゴン・パーティ』とは、中里融司著のライトノベル。イラストは辻田大介が担当している。電撃文庫（メディアワークス）より2001年5月から2003年6月まで全7巻が刊行された。。

## ストーリー
20世紀の後半から人類は原因不明の出生率低下に悩まされていた。特に男性は女性の二割以下という有様であった。人口が急激に落ち込み、地球環境も悪化していく中、人類は新天地を求め宇宙に進出した。
技術の進歩により恒星間航行が可能になって20年後、入植先の一つであるシリウス系第四番惑星「ゼピュロス」からの音信が途絶えた。それから10年後、シリウス星系から人類が初めて遭遇する地球外生命体の船団が到来した。
しかし彼らは侵略者であった。「敵」と呼ばれることになるこの生命体は自分を視認した人間の心身を瞬時に改変し、同族に変えてしまう力を持っていた。人類と「敵」との最初の戦いは、人類に大打撃を与えた。この3年後に「クリスマスの惨劇」が起こると社会の構造すら変わってしまった。
人類が大敗を喫したこの戦いで、主人公・南方優は戦線を離脱する途中の軍人ロボット・マリコの手で救助される。しかし一緒にいた妹・翔はすんでのところで『敵』と化した人間達に捕まってしまい、二人は離れ離れになってしまう。
妹を取り戻すと誓う優であったが「敵」の性質上、人間が宇宙に出ることはできなくなった。妹を案じても自分自身は手も足も出せない状況で優は無力感に苛まれていた。

## 用語
「敵」
宇宙に進出した人類の前に現われた「敵」。自らを視認した人間を同族に作り変えることができるが、そのメカニズムは不明。少数の例外として人間の中にも「敵」を視認しても変化しない特異体質の持ち主が存在している。「敵」が持つこの力により、人類は宇宙での「敵」との戦いから締め出され、かわってロボット達が戦場に向かう事となる。
ロボット
35年前に惑星パンドラでパンドリウムという元素が発見され、これを用いた素子をロボットの光電子脳に使用すると、そのロボットが人間のような自我を持つことが判明した。研究者らはこの素子を「『希望』素子」と呼んだ。「希望」素子によって目覚める自我はなぜか女性型に限られるなど謎が多い。しかし人口減により存続が危ぶまれた社会を支えさせるため、そのまま導入と研究が進められた。ロボットには二級市民として一定の権利が認められ、一定の義務教育を修めることで権威が与えられるようになった。
星斗院高等学校
汎地球防衛軍の星海章吾が設立した私立高校。人間とロボット両方を受け入れる世界でも稀な高校である。
クリスマスの惨劇
人類と「敵」との間に起こった最初の決戦から3年後（本編開始から5年前）に起こった「敵」の大襲撃。12月25日に起こったためこう呼ばれる。多くの政治家、官僚が殺害され議会制民主主義が崩壊した。かわって軍部が社会システムを掌握する軍事政権が全地球に君臨することになる。
ティアマトー級戦闘ユニット
伝説上のドラゴンを思わせる形状をした巨大兵器。初号機「ティアマトー」、二号機「魁龍」、三号機「ヴィラコチャ」、四号機「伏儀」、五号機「バハムート」が存在している。その一つである魁龍（かいりゅう）は全長3500メートルを誇り、軍でも最大級である800メートルの戦闘宇宙艦に比べても破格のサイズである。加えて通常時においてすら、かつての太陽系連邦艦隊10個以上に匹敵する戦闘能力を有する。人類にとって対「敵」戦の切り札ともいうべき兵器だが、「敵」に勝利させるため光電子脳に徹頭徹尾攻撃性が刻み込まれた結果、現状では起動すると敵味方問わず攻撃対象としてしまう。
ボルヘスの図書館
クリスマスの惨劇以前に存在していた汎地球統合政府の国際統一機構直属の永久隔離研究所。宇宙空間に存在し、要員はすべてロボットで占められている。「敵」の生理機能も研究対象としている。

## 登場人物
南方優（みなかた ゆう）（声：保志総一朗）
人類と「敵」との最初の決戦の最中マリコの手で救出されたものの、妹と生き別れてしまった少年。「敵」を視認しても変化しない特異体質の持ち主であったため、「敵」とならず救出されることができた。「敵」と戦うため、極限状況でのサバイバル技術やなど必要な技術・知識を必死になって修めてきたが、人間が「敵」との戦争から締め出されてからは無力感にあえいでいた。星海真魚との出会いをきっかけに刺激を受け、失っていた気概を取り戻していく。
南方翔（みなかた しょう）
優の生き別れた妹。
星海真魚（ほしうみ まな）（声：浅田葉子）
星斗院高等学校の教授・上杉杏子からの伝言で優が迎えにいくことになったロボット。港精密機器製。異質な機械同士を仲介し、互いの能力を最適な形で引き出すコミュニケート・インターフェース・ロボット。単純に演算能力の高さで機械の支配権を勝ち取っていく従来のコントロール型とは一線を画する文字通りの最新型である。自己に対してとにかく自信を持つようプログラムされている。溌剌としていて押しが強く、また行動力に富む。ロボットとしては型にはまっていない性格である。
リュー・ネルソン（声：麻見順子）
本名はリュー・アリアンロード。体が不自由で移動には車椅子を使う。
倉田望美（くらた のぞみ）（声：能登麻美子）
女子ロボプロレスで「破壊者（デストロイヤー）」のあだ名で呼ばれるロボット。岸川重工製。リングネームは「希望の子猫（キティ・ホープ」。善玉のレスラーとして性格付けがなされたが、度が過ぎて何事にも厳格にルール遵守を貫き通そうとし、その為には実力行使もいとわなくなっている。
立花瑠璃香（たちばな るりか）（声：野田順子）
二大コンツェルンの一、立花コンツェルンが総力をあげて造り上げた最新型の高級ロボット。立花サイバーダイン製。他者の上に立つリーダーとしての性格付けがなされており、非常に誇り高い。あらゆる面でトップに立つことを自分に課しており実際に高い成績をあげている。が、その反面精神的にもろいところがある。真魚から「おっぱいミサイル」と評される武装「処女神の鉄槌（アルテミス・ハンマー）」を搭載している。
草薙嶺緒（くさなぎ れお）（声：千葉進歩）
コンピューター関連に長けた少年。ロスティを想うあまりその知識を用いて彼女が自分に恋するようにプログラムを書き換えたことがある。
メルバ・ロスティ（声：桑島法子）
ロボットの修復や改造をプログラムされた看護婦型ロボット。献身的で他者に配慮する性格付けがなされている。
上杉杏子（うえすぎ きょうこ）（声：夏樹リオ）
かつて「敵」との戦いの前線で筆頭撃墜王として名を馳せたロボット。現在は星斗院高等学校の教授。
星海章吾（ほしうみ しょうご）（声：阪脩）
汎地球防衛軍の造船中将。星斗院高等学校を設立する。学校内では理事長という立場。星海真魚を購入し星斗院高等学校に編入させた。真魚が彼と同じ姓を持つのは自立型ロボットの購入時に養子縁組が義務付けられているため。両者にとってはこの関係も形式上のものにすぎない。
アンネローゼ・シュトルリッツ（声：松井菜桜子）
地球防衛軍少将にして統括本部直属の機動師団長。第一鎮圧師団を率い、防衛軍の既得権益を損なおうとする人間を鎮圧することを任務とする。
マリコ21-03型
旗艦「扶桑」に備品として搭乗し、人類と「敵」との最初の決戦を戦ったロボット。しかし戦友が「敵」を視認し人間でなくなってしまったため、艦内に青酸ガスを満たして全滅させるという苦渋の選択を強いられることになる。結果として「敵」に一矢報い、離脱時にも人間の子供を救出するという功績をあげたにも関わらず処分されてしまった。

## 既刊一覧

### 小説
- 中里融司（著）・辻田大介（イラスト）、メディアワークス〈電撃文庫〉、全○巻
  - 『ドラゴン・パーティ（1） 星空に伸ばせ希望の手』、2001年5月10日発売[1]、ISBN 978-4840214926
  - 『ドラゴン・パーティ（2） 永久図書館の家なき娘』、2001年8月10日発売[2]、ISBN 978-4840218795
  - 『ドラゴン・パーティ（3） 痛みを生む者たち』、2001年12月10日発売[3]、ISBN 978-4840219945
  - 『ドラゴン・パーティ（4） 天龍、宇宙に在り』、2002年4月10日発売[4]、ISBN 978-4840220736
  - 『ドラゴン・パーティ（5） 戦火に歌え戦星』、2002年9月10日発売[5]、ISBN 978-4840221634
  - 『ドラゴン・パーティ（6） 星の彼方の狂戦士（）』、2003年2月10日発売[6]、ISBN 978-4840222563
  - 『ドラゴン・パーティ（7） 星空に舞え命たち』、2003年6月10日発売[7]、ISBN 978-4840223911

### CD
- ドラゴン・パーティ オーディオドラマ 巨龍覚醒 ASIN B000063EE1